# Quirlblättrige Zahnwurz
Die Quirlblättrige Zahnwurz (Cardamine enneaphyllos), auch als Neunblatt-Zahnwurz, Weiße Zahnwurz oder Weißer Sanikel bezeichnet, ist eine Pflanzenart aus der Gattung der Schaumkräuter (Cardamine) innerhalb der Familie der Kreuzblütengewächse (Brassicaceae).

## Beschreibung

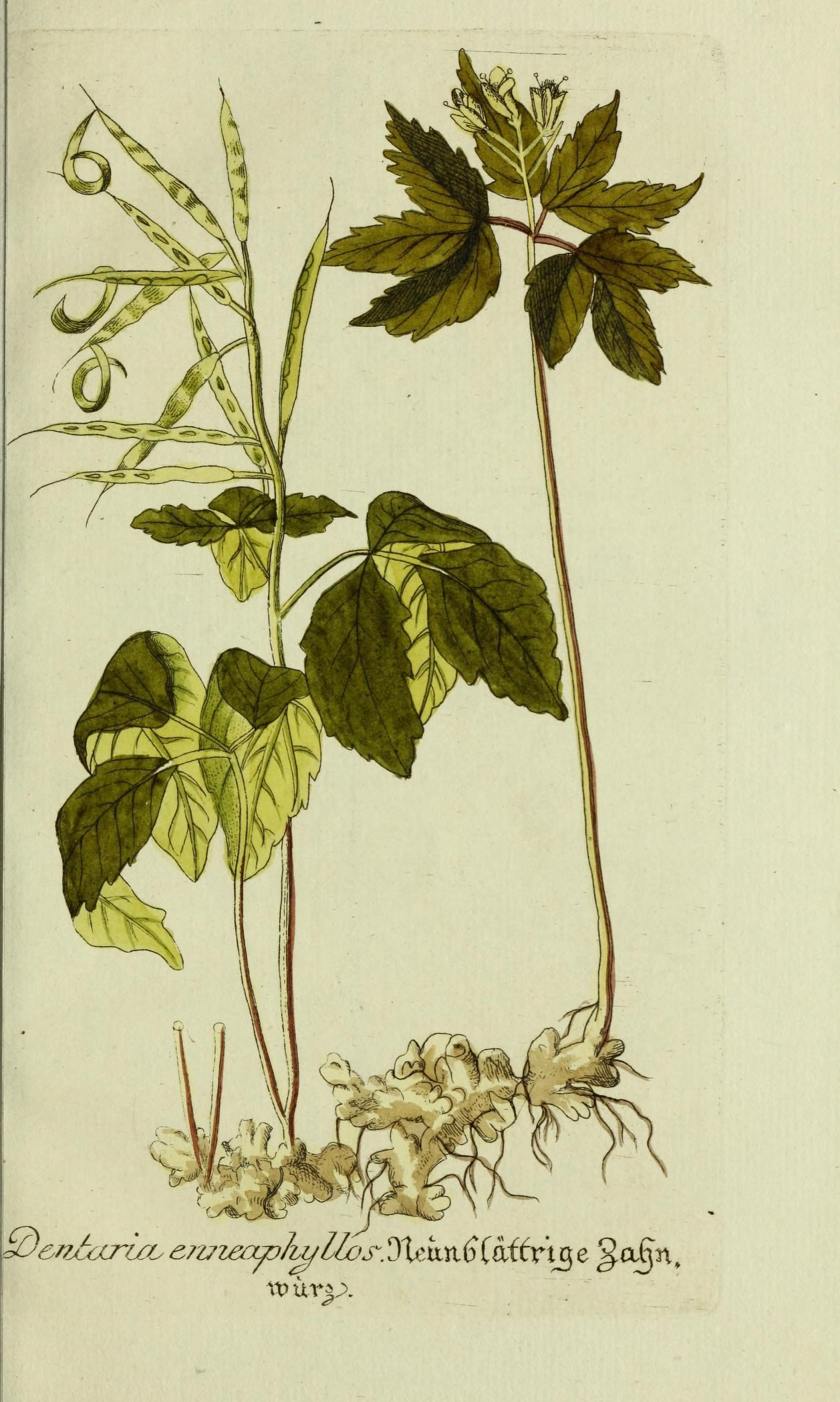
Illustration aus Plantarum indigenarum et exoticarum icones ad vivum coloratae, oder, Sammlung nach der Natur gemalter Abbildungen inn- und ausländischer Pflanzen, für Liebhaber und Beflissene der Botanik

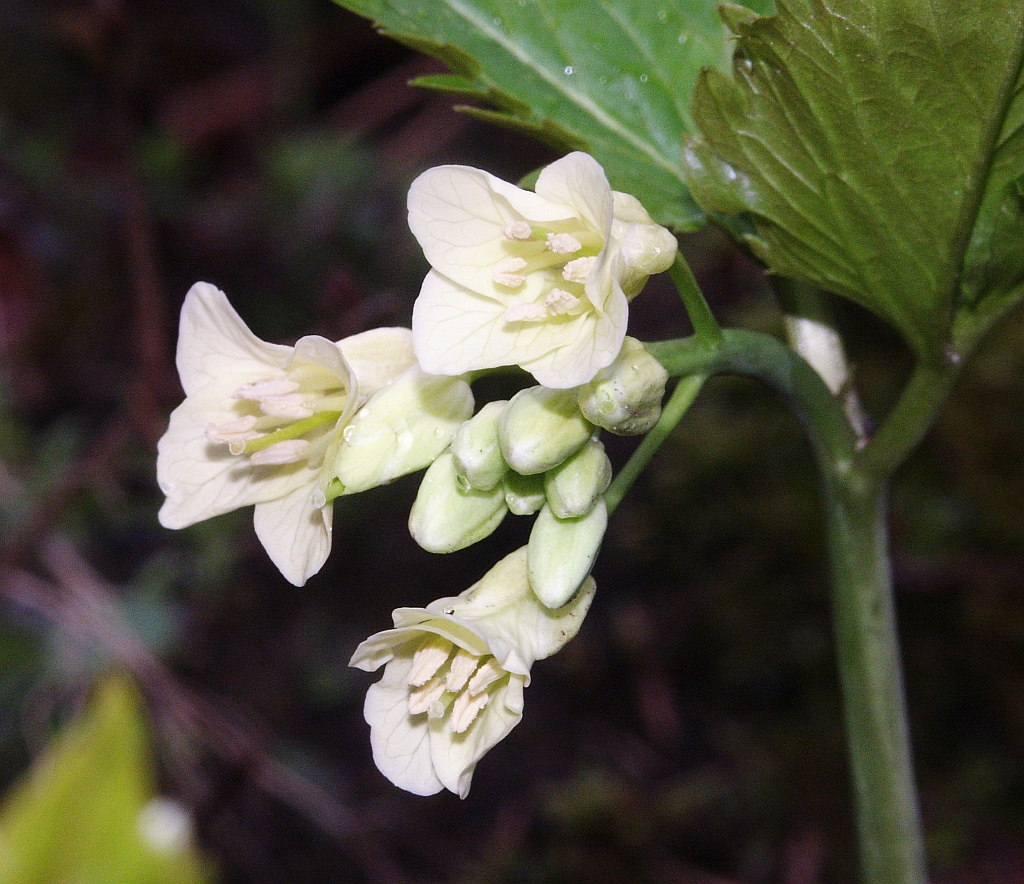
Blütenstand

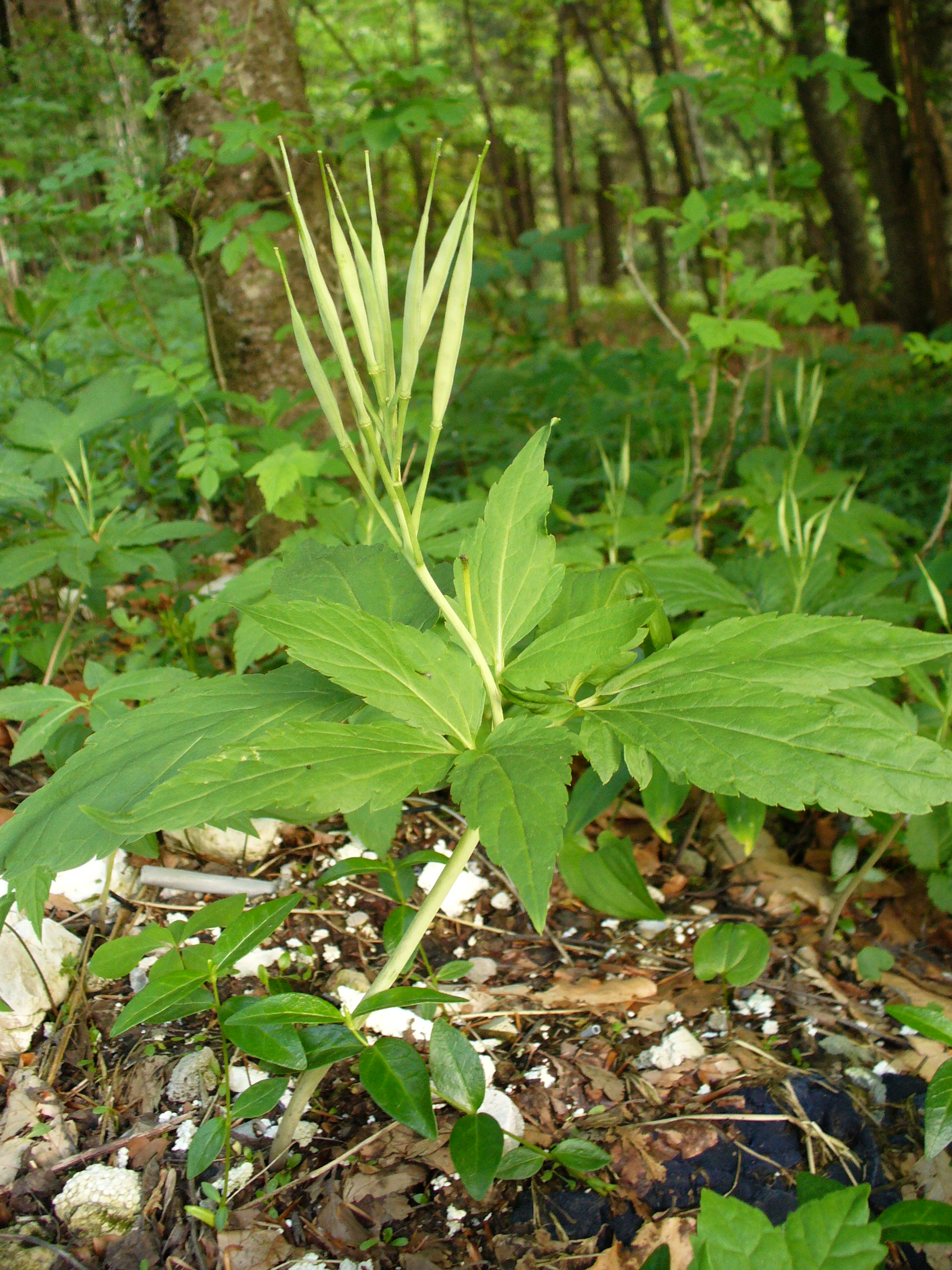
Fruchtstand

### Vegetative Merkmale
Die Quirlblättrige Zahnwurz wächst als mehrjährige krautige Pflanze und erreicht Wuchshöhen von 20 bis 30 Zentimetern. Die Stängelblätter sind quirlständig angeordnet und erscheinen meist zu dritt. Die Blattfiedern sind oval-lanzettlich und unregelmäßig doppelt gesägt.

### Generative Merkmale
Sie blüht vorwiegend von März bis April. Die nickenden Blüten sind vierzählig mit doppelter Blütenhülle. Die blassgelben oder fast weißen Blütenkronblätter sind 12 bis 16 Millimeter lang und überragen die Staubblätter kaum. Die aufrecht stehenden Schoten sind 40 bis 75 Millimeter lang und 3,5 bis 4 Millimeter breit.
Die Chromosomenzahl beträgt 2n = 52-54 oder 80.

## Ökologie
Die hauptsächlichen Bestäuber sind Hummeln. Die Blüten sind fast oder ganz duftlos.

## Vorkommen
Diese kalkliebende Pflanzenart gedeiht meist in frischen Edellaubwäldern (Buchenwäldern) und Hochstaudenfluren in der collinen und submontanen Höhenstufe. Sie ist in Mitteleuropa eine Charakterart des Dentario-enneaphylli-Fagetum bzw. des Cardamino-trifoliae-Fagetum und ist eine Charakterart des Verbands Fagion.

## Verbreitung
Die Quirlblättrige Zahnwurz wächst im nördlichen Europa nur vereinzelt und kommt hier bis nach Südwestschottland und Südskandinavien vor. Im Westen reicht das Verbreitungsgebiet bis Mittelfrankreich, im Süden bis Griechenland. Ostwärts findet sich die Quirlblättrige Zahnwurz bis in die Ukraine und die Halbinsel Krim. In Deutschland und Österreich ist die Quirlblättrige Zahnwurz vor allem im östlichen Alpenraum bis ins Alpenvorland verbreitet. In der Schweiz kommt sie vor allem in den Südalpen (südliches Tessin) und im Zürcher Oberland bis ins Rheintal vor. Entlang der deutsch-tschechischen Grenze zieht sich in Deutschland ein lückenhaftes Verbreitungsgebiet vom Bayerischen Wald über die Fränkische Alb weiter bis Sachsen. Wenige nahe beieinander liegende Vorkommen bestehen auch in Baden-Württemberg in den Schwäbisch-Fränkischen Waldbergen.

## Sonstiges
Die Quirlblättrige Zahnwurz besitzt ein Rhizom mit zahnförmigen Blattnarben. Nach dem Prinzip "similia similibus curentur" (Ähnliches werde durch Ähnliches geheilt) war das Kraut in früheren Jahrhunderten ein beliebtes Heilmittel gegen Zahnschmerzen, aber auch gegen Husten und gegen Brüche und innere Wunden. Die Quirlblättrige Zahnwurz wird in der Pharmazie nicht mehr verwendet. Es wird gelegentlich mit dem Wald-Sanikel verwechselt.

## Trivialnamen
Für die Quirlblättrige Zahnwurz (auch Gelbe neunblättrige Zahnwurz) bestehen bzw. bestanden auch die weiteren deutschsprachigen Trivialnamen: Bergsanikel (Schweiz), Grimmwurz (Schlesien), weiße Haselwurz (Schlesien), Sanikl (Bayern, Zillertal), (Weißer) Scharnikel (Kärnten, Tirol bei Lienz) und wilder Senf (Österreich, Schweiz).